# Turing Toekenning
De Turing Toekenning is een prijs van 500.000 euro die sinds 2009 elke twee jaar wordt uitgereikt door de Turing Foundation aan het beste tentoonstellingsplan van een Nederlands museum. De prijs levert een beslissende bijdrage aan exposities die er anders waarschijnlijk niet zouden komen, met kunstwerken die normaal alleen in buitenlandse musea te zien zijn.

## Winnaars
- 2009 - Stedelijk Museum te Amsterdam met het retrospectief over Mike Kelley
- 2011 - Gemeentemuseum Den Haag - Alexander Calder - Bewegingen in de ruimte[1]
- 2013 -  Boijmans Van Beuningen - Brancusi, Rosso & Man Ray
- 2015 I - Fries Museum - Alma-Tadema: houses of life, art and imagination
- 2015 II - Stedelijk Museum Alkmaar - Vleiend Penseel. Caesar van Everdingen (1616-1678)
- 2017 I - Museum Prinsenhof Delft - Pieter de Hoogh, Delftse meester uit de gouden eeuw
- 2017 II - Museum Beelden aan Zee - Zadkine aan Zee